# Viticoltura in Lussemburgo

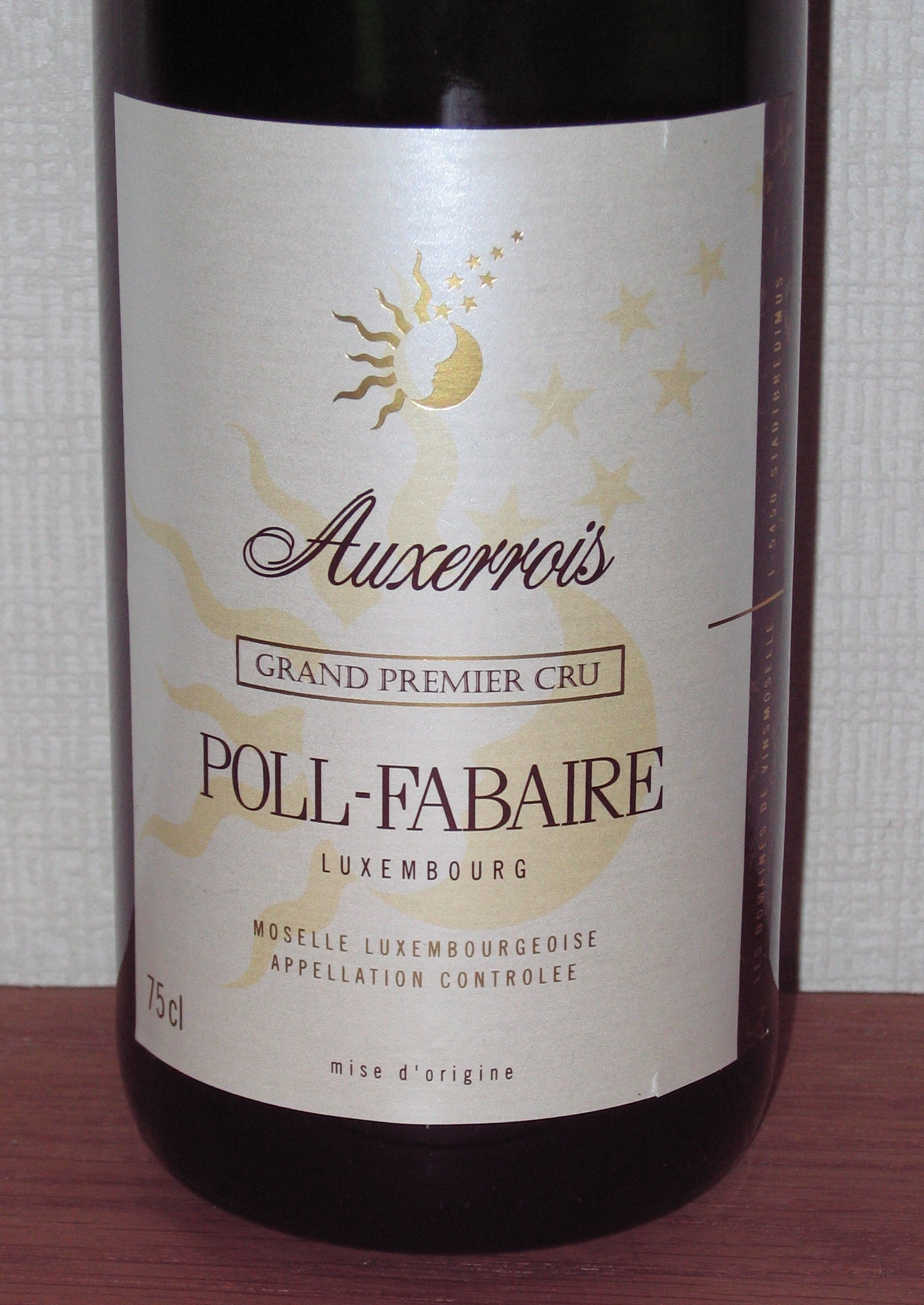
Una bottiglia di vino Auxerrois del Lussemburgo

La viticoltura in Lussemburgo ha una lunga e ricca tradizione che affonda le sue radici nei secoli pur essendo una delle più piccole regioni vinicole d’Europa. La sua produzione vinicola si concentra principalmente nella valle della Mosella, una delle più antiche e rinomate zone vitivinicole d’Europa. Nonostante le dimensioni ridotte del paese, la passione per il vino è profonda con un’attenzione crescente verso la qualità e la valorizzazione dei vitigni locali.

## Storia
La viticoltura in Lussemburgo ha origini antiche, risalenti all'epoca romana, quando le prime coltivazioni di viti furono introdotte nella regione della Mosella. I Romani, esperti viticoltori, avevano infatti già compreso le potenzialità del territorio per la coltivazione della vite. Nel Medioevo la produzione vinicola divenne una delle principali attività economiche con i vini lussemburghesi che venivano apprezzati in tutta Europa, in particolare nelle corti dei sovrani. Durante il periodo industriale la viticoltura subì una flessione, ma negli ultimi decenni ha conosciuto un rinnovato interesse grazie anche all'adozione di pratiche moderne e alla crescente domanda di vini di qualità.

## Clima
Il clima del Lussemburgo è tipico delle regioni vinicole settentrionali, con estati relativamente fresche e inverni rigidi, ma mitigati dalla vicinanza al fiume Mosella. Questo fiume svolge un ruolo cruciale nella regolazione delle temperature grazie al suo effetto termoregolatore che permette alla vite di maturare in modo ottimale. Le estati sono piuttosto brevi ma sufficientemente calde per permettere la maturazione delle uve mentre gli inverni rigidi possono mettere a dura prova la resistenza delle viti. La regione beneficia di un clima temperato e sub-continentale, ideale per varietà resistenti al freddo.

## Regioni vitivinicole

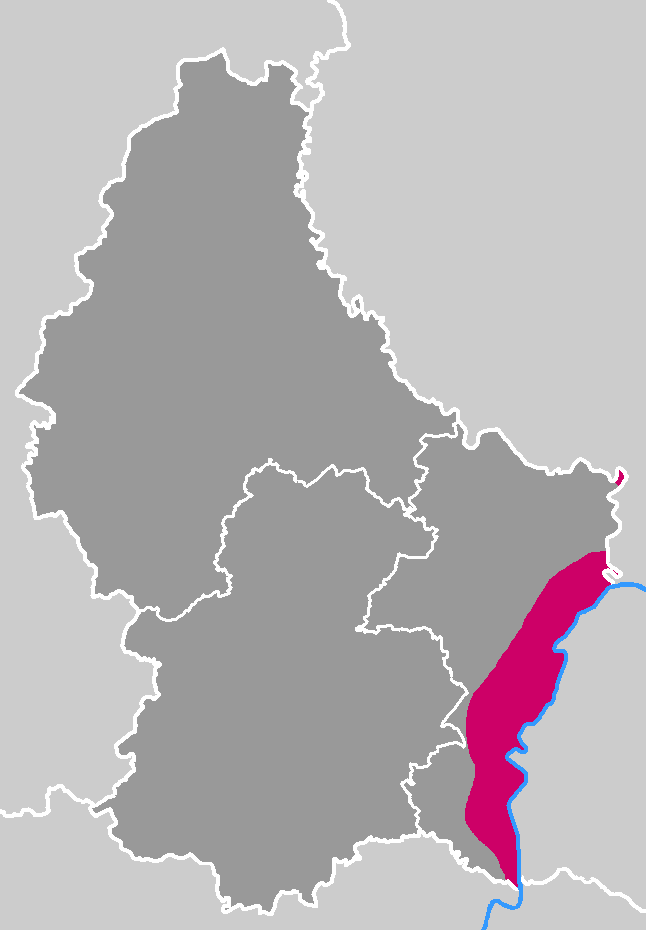
La Mosella Lussemburghese

La principale regione vitivinicola del Lussemburgo è la Mosella Lussemburghese situata lungo il fiume Mosella. Questa zona è caratterizzata da una geografia accidentata con pendii ripidi che costringono i viticoltori a coltivare la vite su terrazze. La regione è suddivisa in diverse sottozone, tra cui Remich, Grevenmacher e Schengen, ognuna con un microclima specifico che influenza le caratteristiche del vino prodotto. La viticoltura si concentra principalmente su piccole proprietà familiari con una tradizione vitivinicola che è fortemente radicata nella cultura locale.

## Vitigni
In Lussemburgo,i vitigni bianchi sono predominanti con varietà come il Riesling che occupa una posizione di rilievo. Altri vitigni bianchi importanti includono l'Elbling, un vitigno autoctono che ha avuto un ritorno di interesse negli ultimi anni, e il Pinot bianco. Per i vini rossi, il Pinot nero è il vitigno principale, mentre altre varietà come il Dornfelder sono coltivate in quantità minori. La diversità di vitigni coltivati permette una vasta gamma di stili di vino che vanno dai freschi e fruttati ai più complessi e strutturati.

## Vini

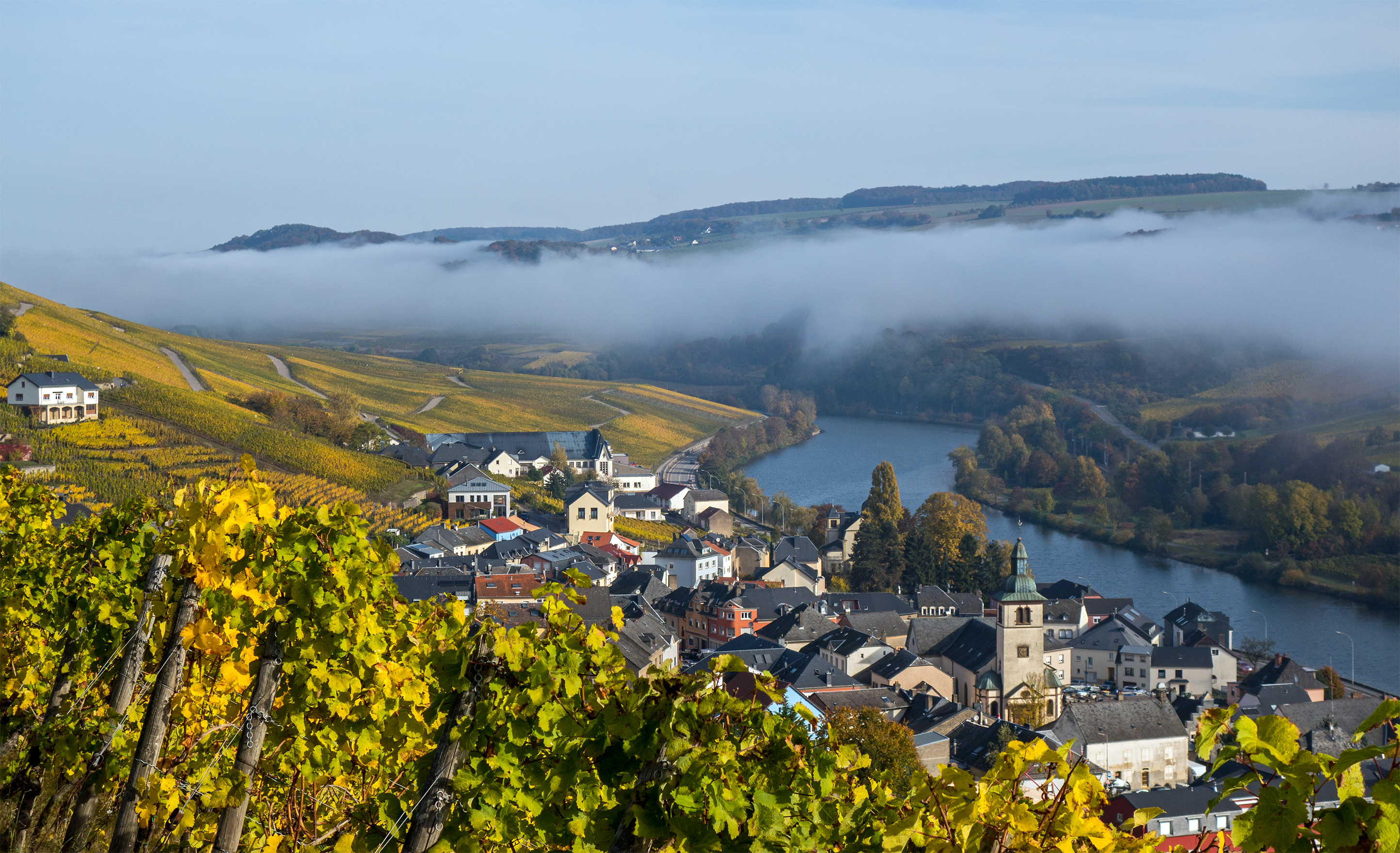
Vigneto nei pressi di Wormeldange

I vini lussemburghesi sono apprezzati per la loro qualità e varietà. Tra i più noti troviamo il Riesling, che rappresenta la punta di diamante della produzione vinicola, noto per la sua freschezza e il carattere fruttato. L'Elbling, pur essendo un vitigno poco conosciuto fuori dal paese, sta guadagnando crescente popolarità grazie al suo sapore fresco e minerale. Altri vini apprezzati includono il Pinot nero e il Pinot bianco che danno vita a vini delicati e profumati.

## Normative
Il Lussemburgo ha una legislazione vinicola che rispetta gli standard europei con un forte accento sulla protezione delle denominazioni d'origine e sulla qualità del prodotto. La viticoltura è regolata dall'Appellation d'Origine Contrôlée (AOC) che garantisce l'autenticità dei vini prodotti nella regione. I produttori sono obbligati a seguire precise norme di qualità e sostenibilità per poter fregiare il loro vino di una denominazione di origine controllata.